# Manabu Ishibashi
Manabu Ishibashi (石橋 学, Ishibashi Manabu, né le 30 novembre 1992 à Sannohe) est un coureur cycliste japonais.

## Palmarès et résultats

### Palmarès par année
- 2014
  -  Champion du Japon du contre-la-montre espoirs
- 2021
  - Challenge Cycle Road Race

### Résultats sur les grands tours

#### Tour d'Italie
1 participation
- 2015 : abandon (9e étape)

### Classements mondiaux
| Année            | 2014 | 2015 | 2016 | 2017 |
| ---------------- | ---- | ---- | ---- | ---- |
| UCI Asia Tour    | 323e |      | 191e | 501e |
| UCI America Tour |      |      |      | 471e |